# Abraxas lugubris
Abraxas lugubris är en fjärilsart som beskrevs av Louis Beethoven Prout 1925. Abraxas lugubris ingår i släktet Abraxas och familjen mätare. Inga underarter finns listade i Catalogue of Life.